# ヨハネス・ヴァイラウフ
ヨハネス・ヴァイラウフ（Johannes Weyrauch, 1897年2月20日 - 1977年5月1日）はドイツの作曲家。

## 経歴
ライプツィヒに生まれ、ライプツィヒ音楽院にてジークフリート・カルク＝エーレルトとシュテファン・クレールに師事。1946年よりライプツィヒ高等音楽学校に勤め、講師を経て1953年に教授に就任した。ピアノやオルガンのための鍵盤楽曲や、室内楽曲を手がけるかたわら、カントルとして教会音楽も作曲した。ライプツィヒ近郊グンドルフにて没。